# Zebra (banda)
Zebra es una banda estadounidense de  rock formada en 1975 en la ciudad de Nueva Orleans. Sus componentes son Randy Jackson (guitarrista y vocalista), Felix Hanemann (bajista, vocalista) y Guy Gelso (batería y vocalista). 
Su debut en el mercado con la discográfica Atlantic Records tuvo lugar en 1983, con un LP homónimo, y fue apoyado por los sencillos "Tell Me What You Want" y "Who's Behind the Door". 
Al igual que Twisted Sister, Zebra creció como grupo en los locales de la costa este de Estados Unidos, frecuentemente en Long Island (Nueva York).  

## Biografía
La banda tomó el nombre de Zebra después de ver una portada de la revista Vogue que mostraba a una mujer montada en una zebra.   
Zebra comenzó tocando versiones de canciones de Led Zeppelin, The Moody Blues y Rush, la reacción de sus primeros fans frente a los temas de Led Zeppelin convenció al grupo para que se trasladara con sus actuaciones a Nueva York. 
Años antes de firmar con Atlantic Records ya habían presentado sus canciones propias junto con las versiones de los otros grupos. Entre ellas se encontraban "The La La Song", "Free" y "Bears" (titulada originalmente "The Bears Are Hibernating").  
Algunas de las primeras actuaciones de Zebra fueron grabadas por la cadena de radio WBAB, de Long Island, lo que llegó hasta la inclusión de una de sus canciones en el disco WBAB's Homegrown Album, que recogía algunas de las mejores actuaciones en directo en la emisora durante su programa "Homegrown Hour".
En 1984 editaron un segundo álbum, titulado No Tellin' Lies, por Atlantic Records, que incluyó temas como "Wait Until the Summer's Gone", "But No More", "Lullaby" o el mencionado "Bears", entre otros.
Zebra continuó realizando giras durante los años ochenta y noventa. No editaron nada completamente nuevo desde 1986 hasta 2003, año en que publicaron Zebra IV. Asimismo, en el verano de 2007 se puso a la venta un DVD de actuaciones en vivo recientes, principalmente de un espectáculo en la House of Blues, en Nueva Orleans. 
En 2009, el grupo Dream Theater versionó el tema de Zebra "Take Your Fingers From My Hair", en su álbum Black Clouds & Silver Linings.

## Discografía
- Zebra (1983)
- No Tellin' Lies (1984)
- 3.V (1986)
- Zebra IV (2003)

En vivo
- Zebra Live (1990)
- King Biscuit Flower Hour (1999)
- Slow Down (2002)

Compilados
- The Best of Zebra: In Black and White (1998)

Vídeos
- Zebra The DVD (2007)